# إديث كليمنتس
إديث جيرترود كليمنتس (بالإنجليزية: Edith Gertrude Schwartz Clements) (1874-1971) المعروفة أيضاً باسم إديث س. كليمنتس وإديث شوارتز كليمنتس، عالمة نبات أمريكية ورائدة في علم البيئة النباتية وأول امرأة تحصل على درجة الدكتوراه من جامعة نبراسكا. تزوجت من عالم النبات فريدريك كليمنتس، الذي تعاونت معه طوال حياتها المهنية. قاما معاً بتأسيس مختبر البيني، وهو مركز أبحاث في بايكس بيك، كولورادو. كليمنتس أيضاً فنانة نباتية صورت كتبها الخاصة إضافة إلى منشورات مشتركة مع فريدريك.
شارك الزوجان كليمنتس في دراسة الجغرافيا النباتية، وخاصة تلك العوامل التي تحدد البيئة للغطاء النباتي في مناطق معينة، أُثني عليهما لأنهما «الفريق الزوجي الأكثر شهرة منذ الزوجين كوري».  من المستحيل فصل عمل كليمنتس كلياً عن عمل زوجها الشهير.

## النشأة والتعليم
ولدت إديث جيرترود شوارتز عام 1874 في ألباني، نيويورك، لجورج وإيما (يونغ) شوارتز. كان والدها عامل تعبئة للحم الخنزير من أوماها بولاية نبراسكا. درست في جامعة نبراسكا (UNL)، وانتخبت لفاي بيتا كابا وحصلت على درجة البكالوريوس في اللغة الألمانية في عام 1898. كانت أيضاً عضواً في كابا ألفا ثيتا. كتبت أطروحتها عن «علاقة بنية الورقة بالعوامل الفيزيائية» عام 1904.
بدأت شوارتز مسيرتها المهنية كزميلة تدريس في اللغة الألمانية بجامعة نبراسكا (1898- 1900). خلال هذه الفترة التقت بزوجها المستقبلي فريدريك كليمنتس، أستاذ علم النبات بجامعة نبراسكا والذي أثر على اتجاه دراساتها العليا. في ذلك الوقت، كانت جامعتا نبراسكا ومينيسوتا (حيث درست لاحقاً) مراكز لدراسة الجغرافيا النباتية - التوزيع الجغرافي للأنواع النباتية - واختارت أن تجعل تخصصها في هذا المجال. حصلت على درجة الدكتوراه في علم النبات عام 1904 (مع اعتبار فقه اللغة الألمانية والجيولوجيا موضوعا ثانويا)، لتصبح أول امرأة تحصل على درجة الدكتوراه من قبل جامعة نبراسكا.
تزوجت إديث من فريدريك عام 1899.

## السيرة المهنية
بعد حصولها على الدكتوراه، حصلت كليمنتس على وظيفة كمساعدة في علم النبات في جامعة نيفادا (1904- 07)، حيث كان يُدرس فريدريك. لجمع الأموال، أمضيا العديد من عطلات الصيف في جمع عينات النباتات وتجميع (Herbaria Formationum Coloradensium)، وهي مجموعة قيمة تضم حوالي 530 عينة من النباتات الجبلية في كولورادو، عُلق عليها بعناية واستكملت بواسطة 100 صورة. نُشِرت في عام 1903 في 24 مجموعة بيعت للمؤسسات العلمية. بعد بضع سنوات، قاما بتجميع مجموعة أخرى تضم حوالي 615 عينة من النباتات اللازهرية، نُشِرت هذه المجموعة في وقت لاحق (1972) في شكل مطبوع من قبل حديقة نيويورك النباتية.
في عام 1909، عُينت كليمنتس كمعلمة  في علم النبات من قبل جامعة مينيسوتا، مينيابوليس، حيث عُين فريدريك قبل عامين لرئاسة قسم علم النبات. في عام 1917، تخلى فريدريك عن التدريس وبدأ في إجراء الأبحاث الممولة من قبل مؤسسة كارنيجي في واشنطن العاصمة. لعدة سنوات بعد ذلك، دعم تمويل مؤسسة كارنيجي مساعيهم البحثية المشتركة، وسُميت كليمنتس مساعدة ميدانية من قبل مؤسسة كارنيجي.
في بداية عام 1917 قضى الزوجان كليمنتس فصل الشتاء في إجراء البحوث في مؤسستين بحثيتين تمولهما كارنيجي: الأولى في معهد توكسون في أريزونا، ثم (بدءاً من عام 1925) في مختبر كوستال بسانتا باربرا، كاليفورنيا. خلال هذه الفترة، كانا يمضيان الصيف في محطة نباتية قاما بتطويرها كموقع اختبار لتأقلم النبات، مختبر البيني، وهو مركز أبحاث في بايكس بيك، كولورادو. عملت كليمنتس كمعلمة  في علم النبات في المختبر البيني، وفريدريك مديراً. دربا العديد من علماء النبات وعلماء البيئة في هذا المختبر خلال أربعة عقود من النشاط، قبل إغلاقه في عام 1940. نشرا بشكل مشترك وفردي، واستخدمت كليمنتس مهاراتها اللغوية لترجمة بعض كتبهما ومقالاتهما إلى لغات أجنبية.
خلال سنوات الثلاثينات القذرة، تجول كل من كليمنتس وفريدريك حول السهول العظمى والجنوب الغربي، للمساعدة على تشجيع اجراءات الحفظ للتصدي للخسارة المدمرة للمزارع والمراعي.
كليمنتس فنانة نباتية وصورت عدداً من منشوراتهما المشتركة، مثل أزهار جبال روكي (1914) وزهور الساحل وسييرا (1928)، بالإضافة إلى منشورات منفردة لفريدريك، تتضمن تتابع نباتي (1916، التي ساعدت أيضاً في التجميع)، التكيف والأصل في عالم النبات: دور البيئة في التطور (1939)، وديناميكا  الغطاء النباتي (1949). في عام 1916 أُصدِرت اللوحات الملونة من أزهار جبال روكي كدليل مستقل لـ175 من أكثر أزهار المنطقة بروزاً تحت عنوان زهور الجبال والسهول. الروائية ويلا كاثر مراقِبة حادة للطبيعة وصديقة للزوجين كليمنتس، ومن أكبر المعجبين بعملهما. في مقابلة عام 1921، لاحظت كاثر: «هناك كتاب واحد كنت أفضل إنتاجه أكثر من كل رواياتي. هذا هو علم نبات كليمنتس الذي يتعامل مع الزهور البرية في الغرب» (من المحتمل أنها تعني أزهار جبال روكي).
عام 1960 في سن السادسة والثمانين، نشرت كليمنتس مذكرات حية، مغامرات في علم البيئة: نصف مليون ميل: من الطين إلى الحصى، حيث روت قصة «اثنين من علماء البيئة النباتية اللذَين عاشا وعملا معاً». تكشف مذكراتها بشكل كبير عدد الوظائف التي تعهدت بها كليمنتس لدعم البعثات المشتركة للزوجين، تتراوح بين سائق وميكانيكي وطهي ومصمم وضابط تصوير لمصور وفنان وعالم النبات. في الواقع، كان رأي فريدريك نفسه أن كليمنتس كانت ستصنف ضمن أفضل علماء البيئة في العالم لو قضت وقتاً أقل في مساعدته في حياته المهنية.
يتضح أسلوب كليمنتس الساخر في هذه القصة من إحدى الرحلات الاستكشافية:
وقف الجيران الودودين حولنا، وقدموا النصائح والتحذيرات والتخمينات المتشائمة بالإضافة إلى الرهانات حول استحالة إيجاد مساحة في سيارة واحدة للعدد المرعب من الأشياء التي بدا أنها لا غنى عنها على الإطلاق في المشروع. فزت بالمراهنات لأن لدي مخططاً ظهر فيه أن هناك «مكاناً لكل شيء» وأخيراً كان «كل شيء في مكانه». هذا ما حدث كل شيء في مكانه ما عدا كومة من الفطائر المحلاة والزبدة، باقية من وجبة الإفطار. خطط جينجر لتناولهم على الغداء، ولكن لم يكن هناك مكان شاغر لهم على الإطلاق، وعندما لم يكن ينظر وضعتهم على رف في المرآب.
تقاعد فريدريك في عام 1941 وتوفي في عام 1945. [11] واصلت إديث العمل على مخطوطاتهما الكتابية المشتركة وكتابة المقالات حتى وفاتها في لاجولا في عام 1971.

## الإرث والتكريم
رُشِحت كليمنتس لتدرج ضمن قاعة مشاهير نبراسكا في عام 2012. يشتمل أرشيف جامعة وايومنغ، وأوراق إديث س. وفريدريك إي كليمنتس، على صور فوتوغرافية من الفترة 1983- 1944، وملاحظات ميدانية ومراسلات علمية ومخطوطات كتابية وأوراق علمية ومذكرات إديث للفترة 1907-1966. بالإضافة إلى ذلك، قامت جامعة نبراسكا بتحويل مجموعة صغيرة من الرسائل المكتوبة من قبل كليمنتس لعائلتها حول رحلة عام 1911 التي قامت بها هي وفريدريك إلى أوروبا للمشاركة في اجتماع دولي لعلماء النبات وعلماء البيئة إلى رقمية. متوفرة الآن على الإنترنت، وهي مكتوبة مع توقيع كليمنتس للحصول على تفاصيل حية ومقدرة خاصة لرواية القصص.